# CASA CN-235
EADS CASA CN-235 – samolot transportowy i pasażerski produkowany przez hiszpańskie zakłady lotnicze Construcciones Aeronáuticas SA (CASA, obecnie część holdingu Airbus) oraz indonezyjską IPTN. Obecnie produkowany jest tylko w Indonezji, w Hiszpanii produkuje się jego następcę - CASA C-295.

## Historia
Projekt samolotu został opracowany na początku lat 80. XX wieku. Powstał w kooperacji hiszpańskiej wytwórni CASA i indonezyjskiego przedsiębiorstwa IPTN. Pierwszy prototyp wykonał swój lot 11 listopada 1983 roku. Dostawy dla użytkowników rozpoczęto w 1986 roku. Pierwotnie samolot w wersji cywilnej był oznaczony jako Airtech CN-235, wersja wojskowa - CN-235M. Produkcja odbywała się w Indonezji i Hiszpanii. Samoloty montowano też w Turcji.
W 2000 roku produkcję samolotu przejął europejski koncern lotniczy EADS. Obecnie produkowany tylko przez Indonezję. W Hiszpanii produkuje się tylko jego następcę - CASA C-295.

## Wersje CASA CN-235
- CN-235-10
- CN-235-100/110
- CN-235-200/220
- CN-235-300
- CN-235-330 Phoenix
- CN-235-300CG (HC-144A)

## Opis CASA CN-235-100
Transportowy i pasażerski samolot o napędzie turbośmigłowym, konstrukcji duralowej, półskorupowej z hermetyzowaną kabiną. Wyposażony z tyłu w drzwi ładunkowe i podwozie chowane w kadłubie.
- Napęd: 2 silniki turbośmigłowe CT-9C o mocy 1300 kW
- Długość: 21,4 m
- Rozpiętość: 25,8 m
- Wysokość: 8,2 m
- Masa własna: 9 400 kg
- Masa użyteczna: 5 700 kg
- Masa całkowita: 15 100 kg
- Prędkość min: 156 km/h
- Prędkość max: 452 km/h
- Prędkość przelotowa: 400 km/h
- Pułap: 8 100 m
- Zasięg:  4 355 km
- Zasięg max: 4 720 km

## Użytkownicy

### Wojskowi/rządowi
|  | - Arabia Saudyjska - Botswana - Brunei - Burkina Faso - Chile - Ekwador - Francja - Gabon - Hiszpania - Indonezja - Irlandia - Jemen - Jordania - Kamerun - Kolumbia | - Korea Południowa - Malezja - Maroko - Meksyk - Nigeria - Oman - Pakistan - Panama - Papua-Nowa Gwinea - Południowa Afryka (dawniej Bophuthatswana) - Senegal - Stany Zjednoczone - Tajlandia - Turcja - Zjednoczone Emiraty Arabskie |  |

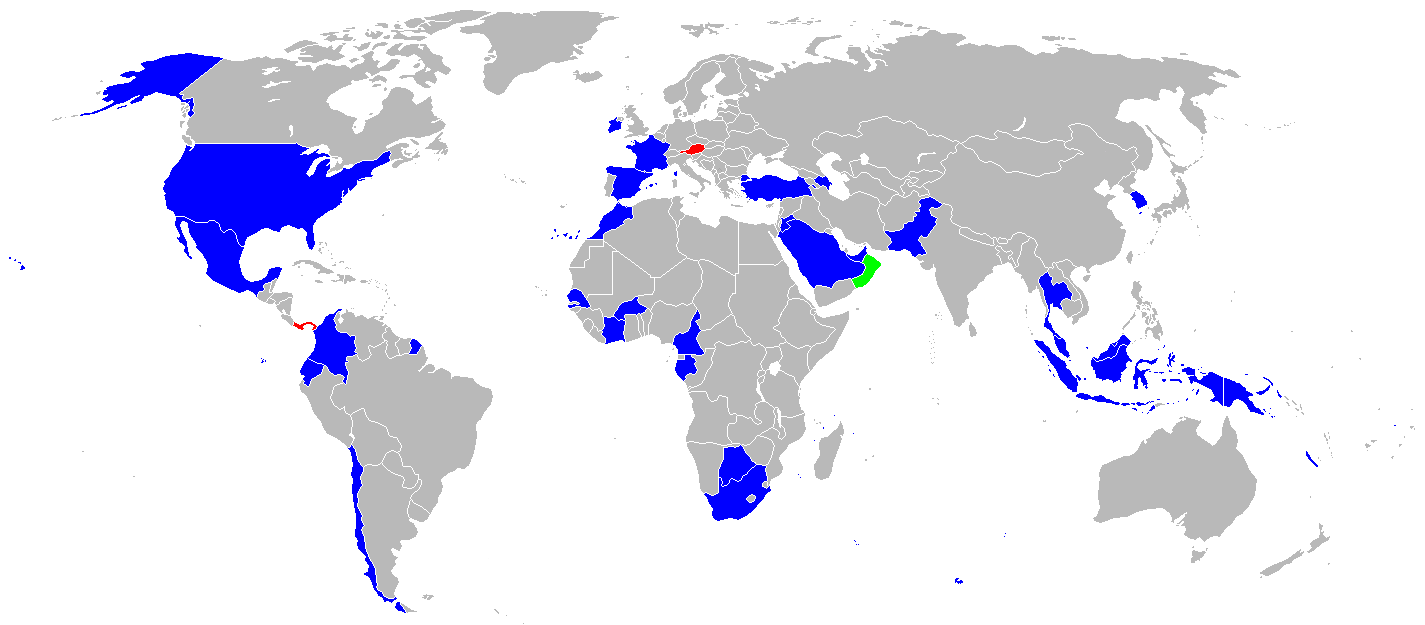
Użytkownicy CASA CN-235

### Cywilni
- Argentyna
- Hiszpania
- Indonezja
- Madagaskar
- Namibia
- Południowa Afryka
- Stany Zjednoczone
- Wenezuela

### Byli
- Austria (1 egzemplarz użytkowany przez Siły Powietrzne w latach 2000–2002)[3]